# Павлов Сергій Валерійович
Сергі́й Вале́рійович Па́влов (нар. 26 вересня 1987) — український шахіст, міжнародний майстер (2008). Чемпіон України 2010 року.
Його рейтинг станом на лютий 2024 року — 2451 (1101-ше місце у світі, 41-ше — в Україні).

## Біографія
Триразовий переможець чемпіонату Києва із шахів (2005, 2008, 2009). У 2008 році отримав звання міжнародного майстра ФІДЕ. У 2009 році переміг на турнірі Меморіал Володимира Набокова, що проходив у Києві.
У 2010 році став переможцем чемпіонату України, що проходив у Алушті. У тому ж році разом із командною «Rivne Forest Bisons» посів друге місце на 17-ій командній першості України із шахів.
У 2013 році разом із командною «Bratstvo Kyiv» посів третє місце на 20-ій командній першості України з шахів. У 2017 році разом із командою «Law Academy Kharkiv» посів перше місце на 24-ій командній першості України із шахів.
У серпні 2017 року з результатом 7½ з 9 очок (+6-0=3) посів друге місце (після Володимира Онищука) на турнірі «А» шахового фестивалю «РТУ Опен», що проходив у Ризі.

## Результати виступів у чемпіонатах України
Сергій Павлов зіграв у 5-ти фінальних турнірах чемпіонатів України, набравши при цьому 24½ очка з 38 можливих (+14-5=19).
| Рік  | Місто       | Турнір                 | + | − | = | Результат | Місце |
| ---- | ----------- | ---------------------- | - | - | - | --------- | ----- |
| 2003 | Сімферополь | 72-й чемпіонат України | 3 | 4 | 2 | 4 з 9     | 70    |
| 2005 | Рівне       | 74-й чемпіонат України | 0 | 1 | 1 | ½ з 2     | 1/16  |
| 2009 | Алушта      | 78-й чемпіонат України | 4 | 0 | 5 | 6½ з 9    | 7     |
| 2010 | Алушта      | 79-й чемпіонат України | 4 | 0 | 5 | 7½ з 9    | Gold  |
| 2023 | Полтава     | 91-й чемпіонат України | 3 | 0 | 6 | 6 з 9     | 10    |